# Kees Hoving

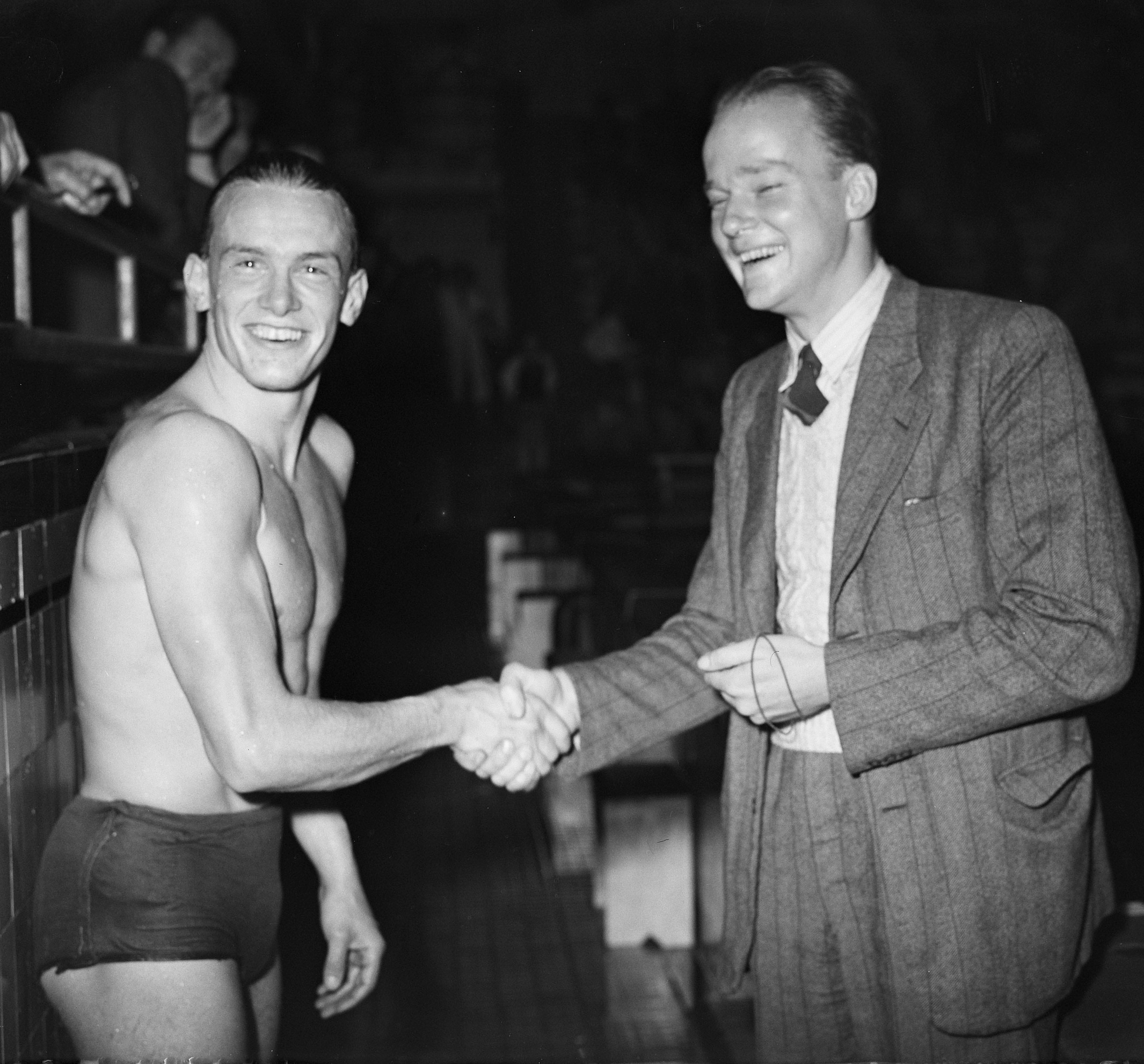
Kees Hoving (rechts) gratuliert Joris Tjebbes, nachdem dieser 1950 seinen niederländischen Rekord unterboten hatte.

Kees Hoving (* 1919 in Medan, Niederländisch-Indien; † 1991 in Utrecht) war ein niederländischer Schwimmer. Er war 1938 Europameister im Freistilschwimmen.

## Karriere
Kees Hoving siegte bei den Europameisterschaften 1938 in London über 100 Meter Freistil vor dem Briten Frederick Dove. Dabei schwamm Hoving mit 59,8 Sekunden als erster Niederländer unter einer Minute. Diese Leistung konnte Hoving auf der 50-Meter-Bahn bis zu seinem Karriereende nicht unterbieten, auf der 25-Meter-Bahn verbesserte er den niederländischen Rekord bis auf 59,0 Sekunden.
Hoving siegte bei den niederländischen Meisterschaften zwischen 1937 und 1948 sechsmal auf seiner Paradestrecke, weitere internationale Erfolge wurden durch den Zweiten Weltkrieg verhindert. Bei den Olympischen Spielen 1948 trat Hoving nicht mehr an.